# Bifidobacterium
Bifidobacterium es un género de bacterias gram-positivas, anaeróbicas, no mótiles, con frecuencia de aspecto ramificado (de ahí el nombre). Especies de este género se encuentran ampliamente distribuidas en el tracto intestinal de mamíferos, aves e insectos. Cerca de 49 especies de Bifidobacterium se han encontrado en el intestino humano, principalmente en niños, ya que estas bacterias están entre las primeras en colonizar el intestino de los neonatos.  Se atribuye una variedad de beneficios para la salud a muchas especies de Bifidobacterium, por lo que ciertas cepas son consideradas como probióticos. 
Algunas cepas de bifidobacterias se consideran seguras para el consumo humano ya que se encuentran de forma natural en alimentos consumidos históricamente. Por ejemplo, Bifidobacterium animalis DN-173 010, está presente en productos lácteos fermentados. Otras cepas que actualmente se producen comercialmente como probióticos son: Bifidobacterium bifidum BF2; Bifidobacterium longum BB536, SBT-2928 y UCC 35624; Bifidobacterium infantis 35264, 744 e inmunitas; Bifidobacterium adolescentis ATCC 15703 y 94-BIM.
Numerosos estudios atribuyen efectos fisiológicos y beneficios clínicos a algunas cepas de Bifidobacterium. Entre ellos, actividad contra la diarrea y constipación, inhibición del crecimiento de patógenos, modulación del sistema inmunitario, proliferación celular intestinal y otros. Sin embargo, la mayoría de estos estudios están basados en pruebas in vitro, por lo que es necesario más investigación para esclarecer estos mecanismos.